# Ephemeropsis
Ephemeropsis là một chi rêu trong họ Hookeriaceae.